# Conda (менеджер пакунків)
Conda — це інструмент командного рядка та менеджера пакетів для будь-якої мови програмування, але в основному використовується для Python, R, Node.js і Java. Спочатку він був частиною дистрибутива Python Anaconda. Однак тепер це незалежний пакет програмного забезпечення з відкритим кодом, який також використовується наприклад, Miniconda. Іншим прикладом застосування є Bioconda, це дистрибутив програмного забезпечення в галузі біоінформатики.

## Веб-посилання
- Офіційний веб-сайт